# Atouguia da Baleia
Atouguia da Baleia ist eine Gemeinde (Freguesia) im portugiesischen Kreis Peniche. In ihr leben 9117 Einwohner (Stand 19. April 2021).

## Geschichte
Funde belegen eine vorgeschichtliche Anwesenheit des Menschen seit der Jungsteinzeit, auch Siedlungsspuren der Castrokultur, der Phönizier, antiker Griechen, Keltiberer und Römer sind zu finden. 711 wurde das Gebiet arabisch.
Im Zuge der Reconquista eroberte Portugals erster König D.Afonso Henriques das Gebiet und gab es 1160 an Wilhelmo Lacorne, als Anerkennung für dessen Verdienste bei der erfolgreichen Belagerung von Lissabon und zur Wiederbesiedlung durch Franken und Galicier. 1168 erhielt Atouguia erste Stadtrechte, die D.Afonso II. im Jahr 1218 bestätigte, und D.Manuel I. im Jahr 1510 erneuerte.
Bedeutung erlangte der Ort durch den zunehmenden Fischfang und insbesondere den Walfang, dem es seinen Namenszusatz verdankt (Baleia, port. für Wal). Die bisherige Insel Peniche, die der Verwaltung Atouguias unterstand, erhielt ab dem 15. Jahrhundert durch Versandung und Verschiebungen einen natürlichen Landzugang und nahm in der Folge an Bedeutung zu. 1609 wurde auch Peniche zur Kleinstadt erhoben und durch Ausgliederung aus dem Kreis Atouguias Sitz eines eigenen Kreises. 
Im Zuge der Verwaltungsreformen nach der Liberalen Revolution 1822 und dem folgenden Miguelistenkrieg wurde der Kreis Atouguia da Baleia 1836 aufgelöst und Peniche angegliedert.

## Sehenswürdigkeiten
Zu den Baudenkmälern der Gemeinde gehören Festungsanlagen, Brunnen, historische öffentliche Gebäude, eine Windmühle, die Reste der Stierkampfarena aus dem 18. Jahrhundert, und eine Reihe Sakralbauten, darunter die manieristisch-barocke, einschiffige Igreja de Nossa Senhora da Conceição aus dem späten 17. Jahrhundert, mit vorgelagertem Steinkreuz. Zu erwähnen ist auch die im 13. Jahrhundert errichtete, seither mehrfach erweiterte und umgebaute, dreischiffige Igreja de São Leonardo.
Der historische Ortskern ist zudem als Ganzes denkmalgeschützt.